# Arjenyattah-Epidemie
Die Arjenyattah-Epidemie, in der angelsächsischen Fachliteratur Arjenyattah epidemic oder West Bank epidemic genannt, war eine 1983 im Westjordanland aufgetretene Epidemie, deren Ursache eine Massenhysterie war.

## Verlauf
Am 21. März 1983 um etwa 8:00 Uhr Ortszeit klagte eine 17-jährige palästinensische Schülerin in einer Schule in Arraba im Westjordanland über Atemnot und Schwindel. In den nächsten beiden Stunden entwickelten sechs weitere Schülerinnen ähnliche Symptome. Einige Schülerinnen nahmen den Geruch von Schwefelwasserstoff („faule Eier“) wahr, der – wie sich später herausstellte – vermutlich von einer defekten Toilette im Schulhof stammte. Um etwa 10:00 Uhr trafen nach einem Notruf Mitarbeiter der Gesundheitsbehörde vor Ort ein. Aufgrund der Berichte der Schülerinnen wurde ein Giftgas als Ursache der Erkrankungen vermutet. Daraufhin begann eine groß angelegte Suche nach der Quelle, die aber erfolglos verlief. Während der Suche traten bei weiteren 17 Schülerinnen die beschriebenen Symptome auf, woraufhin um 11:00 Uhr die Schule geschlossen wurde. Das örtliche Krankenhaus nahm am nächsten Tag 60 Schüler auf.
Eine zweite Welle mit 367 Betroffenen brach am 26. bis 28. März des gleichen Jahres in Dschenin und einigen umliegenden Dörfern aus. Auch hier zeigten zunächst im Wesentlichen Schülerinnen die zuvor aus Arraba beschriebenen Symptome. Nachdem jedoch die örtliche Bevölkerung ein Fahrzeug beobachtet hatte, das mit starker Rauchentwicklung durch Dschenin fuhr, waren unter den neu hinzugekommenen Fällen alle Altersklassen und beide Geschlechter vertreten, darunter vier israelische Soldaten.
In Hebron und Yatta, im südlichen Westjordanland, begann am 3. April 1983 die dritte Welle der Epidemie, was zu einer Schließung aller Schulen im Westjordanland führte.
Die Vorgänge führten zu einer intensiven Berichterstattung in den Lokalmedien und zu insgesamt 949 betroffenen Personen. Davon waren 727 (77 Prozent) weibliche Teenager im Alter von 12 bis 17 Jahren. Die Patienten klagten im Wesentlichen über Kopfschmerzen, Schwindel, Nephelopsie (Nebelsehen), Bauchschmerzen, Myalgie (Muskelschmerz) und Ohnmacht.
Die Symptome konnten weder durch körperliche Anzeichen noch durch labordiagnostische Methoden bestätigt werden. In Blut und Urin der Betroffenen konnten keine Toxine nachgewiesen werden. Die Schwefelwasserstoffkonzentration am Ort des Ausbruchs der Epidemie wurde mit 0,040 ppm gemessen. Andere Umweltgifte konnten nicht festgestellt werden. Die Maximale Arbeitsplatz-Konzentration (MAK-Wert) für Schwefelwasserstoff liegt bei 10 ppm. Nachdem weder Vergiftungen noch Umweltschädigungen nachgewiesen werden konnten, endete die Epidemie unvermittelt nach zwei Wochen.

## Ursachen
Die Ursache der Epidemie war pathogenetisch betrachtet eine psychische Störung. Die Epidemie wurde durch psychologische und nicht-medizinische Faktoren, vor allem durch die öffentliche Aufmerksamkeit der Massenmedien, beeinflusst und war letztlich eine Massenhysterie. Das Phänomen kann dem Nocebo-Effekt zugeschrieben werden.

## Politische Aspekte
Sehr schnell, noch bevor offizielle Untersuchungsergebnisse vorlagen, kam in dem von Israel besetzten Westjordanland das Gerücht auf, dass ein von der Besatzungsmacht eingesetztes schwefelhaltiges Giftgas die Ursache für die Epidemie sei. Ein gelbes Pulver, das an den Fensterrahmen der Schule gefunden wurde, diente als erster „Beweis“. Das Pulver wurde später als gewöhnlicher Blütenstaub identifiziert. Kurz vor der zweiten Epidemiewelle wurden in Dschenin Flugblätter verteilt, in denen die dortigen Schülerinnen zum „Kampf gegen die Besatzer“ und zur „Erfüllung der nationalen Pflicht“ aufgerufen wurden.
Die palästinensische Nachrichtenagentur Wafa sprach von einem „Massenmord in den besetzten Gebieten“. Die sowjetische Nachrichtenagentur TASS meldete die „Anwendung von Giftstoffen gegen die Palästinenser durch die Besatzer“. Der damalige PLO-Chef Jassir Arafat nannte die Vorgänge „einen Teil des Völkermords am palästinensischen Volk“. Der Sicherheitsrat der Vereinten Nationen drückte nach einer Debatte seine Besorgnis über die Vorgänge aus, ohne zu der Giftgasspekulation Stellung zu nehmen.